# Huntington Beach
Huntington Beach je město v Kalifornii v okrese Orange County na západním pobřeží Spojených států amerických. Podle sčítání lidu v roce 2010 mělo 189 992 obyvatel, díky čemuž je čtvrtým největším městem v okrese. Město je známé svojí více než 13,5 kilometrů dlouhou pláží, mírným prostředím a výbornými podmínkami pro surfování. Z města pochází mnoho známých hudebníků a hudebních skupin, mezi jinými kapely Avenged Sevenfold, The Offspring, The Vandals, Reel Big Fish nebo Hellogoodbye.